# 閻永恆
閻永恒（英語：Nick Yen，1966年3月4日—），筆名星星王子，出生於台灣台北市，星座專家。

## 生平
閻永恒父親是軍人出身。閻永恒自從1978年起研究星座及其他命理如塔羅牌後，在1989年於鄭怡主持的中廣流行網節目《綺麗世界》開闢星座專題時段解析星座，而後出版星座有聲書及文字書，並跨足電視星座命理相關節目擔任主持或來賓，並於1993年與鄭怡於衛視中文台共同主持第一個以星座為主題的電視節目《星星人類》，黃子佼當時為該節目擔任「星座氣象」播報員。1996年於中華電視公司綜藝節目《金曲龍虎榜》擔任單元「神算小瓜」之星座專家，並與協同主持人胡佩蓮共同訪問過基努李維。1996年於飛碟電台開台時期主持全現場call-in星座節目《銀河New Age》，之後便常在該電台其他節目擔任星座專家。2001年於MUCH TV節目《命運大不同》中擔任西洋命理專家，進而帶動台灣電視界命理節目之盛行。
2007年1月1日，閻永恒因疑似急性心肌炎住院，從台大醫院急診室轉入台北醫學大學附設醫院後轉回台大醫院，傳出心肌梗塞病危的訊息，震撼大眾。在醫療過程中葉克膜裝置副作用，導致他的左小腿缺氧性攣縮而截肢；最後確定病因為腎上腺嗜鉻細胞瘤，而非心肌炎或心肌梗塞。2007年1月12日下午進行截肢和切除腫瘤手術，手術後安裝義肢。
2016年5月至2017年7月在《民報》開闢專欄《王子談星》。
閻永恒與其妻唐千雅育有二子。

## 有聲書
| 發行日期 | 書名               | 製作發行公司               |
| -------- | ------------------ | -------------------------- |
| 1990年   | 《星星王子談星座》 | 可登唱片                   |
| 1991年   | 《戀愛占星學》     | 科藝百代                   |
| 1997年   | 《星星王子真星話》 | 小島音樂出版、寶麗金總經銷 |

## 廣播節目
| 主持年份                    | 播出頻道             | 節目名稱       |
| --------------------------- | -------------------- | -------------- |
| 1996年                      | 飛碟電台             | 《銀河Newage》 |
| 2022年3月1日～2023年1月27日 | 飛碟聯播網南台灣之聲 | 《一點星鮮事》 |

## 著作
| 出版日期 | 書名                        | 出版社   | ISBN               |
| -------- | --------------------------- | -------- | ------------------ |
| 1993年   | 《校園星事》                | 幼獅文化 | ISBN 9789575304614 |
| 1995年   | 《星星王子塔羅牌》          | 尖端出版 | ISBN 9789577129659 |
| 1997年   | 《星星王子話星心》          | 幼獅文化 | ISBN 9789575309633 |
| 2007年   | 《偷窺12星座的男人》        | 尖端出版 | ISBN 9789571035468 |
| 2008年   | 《2009星座好運王-風象星座》 | 我識出版 | ISBN 9789866774928 |
| 2008年   | 《2009星座好運王-土象星座》 | 我識出版 | ISBN 9789866774935 |
| 2008年   | 《2009星座好運王-水象星座》 | 我識出版 | ISBN 9789866774904 |
| 2008年   | 《2009星座好運王-火象星座》 | 我識出版 | ISBN 9789866774911 |
| 2008年   | 《我的左腳》                | 時報文化 | ISBN 9789868291065 |
| 2018年   | 《職場塔羅星想法》          | 早安財經 | ISBN 9789868319608 |

## 戲劇
- 2013年《暑假作業》飾演 主角爸爸
- 2013年《念念》飾演 心理醫師
- 2014年《我的自由年代》飾演 尋寶社評鑑老師
- 2014年《徵婚啟事 (電視劇)》飾演 星座專家

## 外部連結
- 閻永恆的Facebook專頁
- 星星王子的官方網站 （页面存档备份，存于）